# اچ‌ام‌اس نیوکاسل (۱۸۱۳)
اچ‌ام‌اس نیوکاسل (۱۸۱۳) (به انگلیسی: HMS Newcastle (1813)) یک کشتی بود که طول آن ۱۷۶ فوت ۵ اینچ (۵۳٫۷۷ متر) بود. این کشتی در سال ۱۸۱۳ ساخته شد.